# Jimmy McHugh
Jimmy McHugh, pseudonimo di James Francis McHugh (Boston, 10 luglio 1894 – Beverly Hills, 23 maggio 1969), è stato un compositore statunitense.
Le sue canzoni sono state registrate da Chet Baker, June Christy, Bing Crosby, Deanna Durbin, Ella Fitzgerald, Judy Garland, Adelaide Hall, Billie Holiday, Peggy Lee, Carmen Miranda, Nina Simone e Dinah Washington.

## Carriera
Tra i suoi lavori a Broadway vi sono Blackbirds of 1928 (1928) con testi di Dorothy Fields, The Streets of Paris (1939) con testi di Al Dubin, Keep Off the Grass (1940), con testi di Al Dubin e Howard Dietz, As the Girls Go (1948), con testi di Harold Adamson.
Alcuni suoi brani musicali più conosciuti sono A Lovely Way to Spend an Evening (1943), Comin' In on a Wing and a Prayer (1943), Don't Blame Me (1933), Exactly Like You (1930), I Can't Believe That You're in Love with Me (1926), I Can't Give You Anything but Love, Baby (1928), I Just Found Out About Love, I'm in the Mood for Love (1935), Let's Get Lost (1943), Where Are You (1937) e On the Sunny Side of the Street (1930).
Ha ricevuto ben cinque volte la candidatura all'Oscar alla migliore canzone, senza mai vincere:
- nel 1936 per Lovely to Look at (musica di Jerome Kern, testo di Dorothy Fields e Jimmy McHugh) per il film Roberta;
- nel 1939 per My Own (musica di Jimmy McHugh, testo di Harold Adamson) per il film Quella certa età;
- nel 1941 per I'd Know You Anywhere (musica di Jimmy McHugh, testo di Johnny Mercer) per il film You'll Find Out;
- nel 1944 per Say a Pray'r for the Boys Over There (musica di Jimmy McHugh, testo di Herb Magidson) per il film Tua per sempre;
- nel 1945 per I Couldn't Sleep a Wink Last Night (musica di Jimmy McHugh, testo di Harold Adamson) per il film Higher and Higher.